# Pfarrhaus (Frechenrieden)

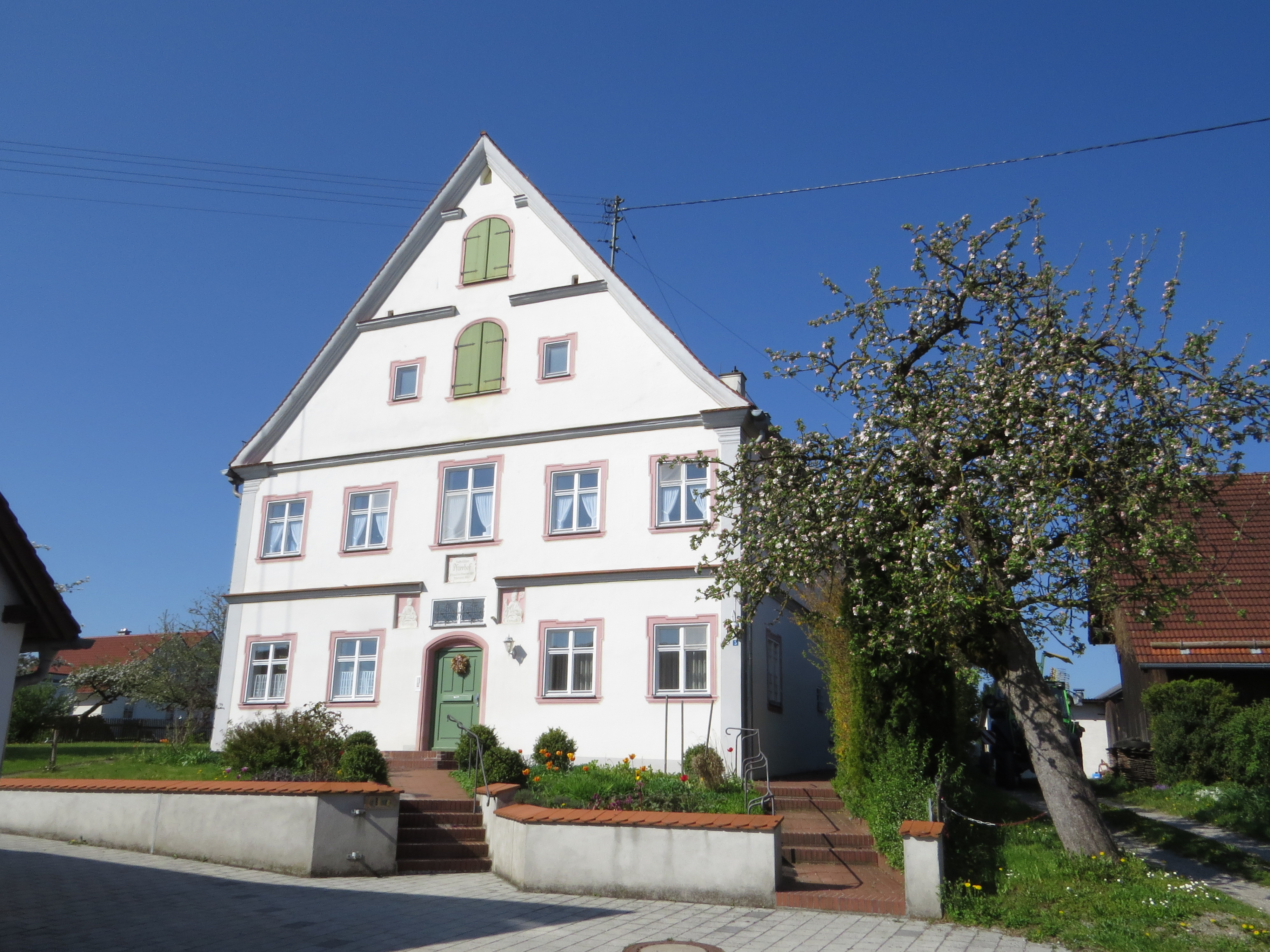
Pfarrhaus in Frechenrieden

Das Pfarrhaus in Frechenrieden, einem Ortsteil der Gemeinde Markt Rettenbach im Landkreis Unterallgäu im bayerischen Regierungsbezirk Schwaben, wurde 1683 errichtet und steht unter Denkmalschutz.

## Beschreibung
Das stattliche zweigeschossige Gebäude ist mit einem Satteldach gedeckt. Der Giebel wird durch Gesimse geteilt. Ein Raum mit Kreuzgratgewölbe ist im Erdgeschoss vorhanden, im Obergeschoss finden sich zwei Räume mit schlichtem Rahmenstuck.